# Milot (Haïti)
Pour les articles homonymes, voir Milot.
Milot (Milo en créole haïtien) est une commune d'Haïti située dans le département du Nord et dans l'arrondissement d'Acul-du-Nord. L'origine de Milot remonte au roi Henry 1er couramment connu sous le nom d'Henry Christophe qui a fondé cette ville stratégique de défense d'Haïti en 1805,. Depuis quelque temps, cette ville est aussi connue sous le nom de Christopheville en hommage au roi bâtisseur. 

## Géographie

### Localisation
La commune de Milot est distante d'une douzaine de kilomètres de la ville de Cap-Haïtien.

## Urbanisme

### Morphologie urbaine
La commune est composée de 3 sections communales :
- Perches-de-Bonnet
- Bonnet à l'Évêque
- Genipailler (dont le quartier des « Pères »)

## Politique et administration

### Liste des maires
- Jean-Charles Moïse, maire à 3 reprises[3]

## Population et société

### Démographie
La commune est peuplée de 29 094 habitants(recensement par estimation de 2009).

### Enseignement
Elle possède plusieurs écoles qui sont de bonnes qualités comme l'École Sainte-Croix, l'École Sainte-Marie, le Collège Immaculée Conception, le Collège Bon Berger, le Collège Adventiste, etc. ce sont des écoles privées, congrégationnistes et publiques qui procurent à la communauté une base civilisée.

### Santé
La ville de Milot possède un hôpital, l'hôpital du Sacré-Cœur géré par l'ordre souverain militaire et hospitalier de Saint-Jean de Jérusalem, de Rhodes et de Malte.

## Culture locale et patrimoine

### Lieux et monuments
Situé à Milot, le Parc national historique - Citadelle, Sans Souci, Ramiers est enregistré au patrimoine mondial de l'UNESCO depuis 1982, et comprend :
- les ruines du Palais de Sans-Souci, construit au XIXe siècle, il est l'œuvre de Henri Christophe, l'un des héros de la guerre de l'indépendance autoproclamé roi.
- La Citadelle La Ferrière.
- La Chapelle royale de Milot.

## Galerie

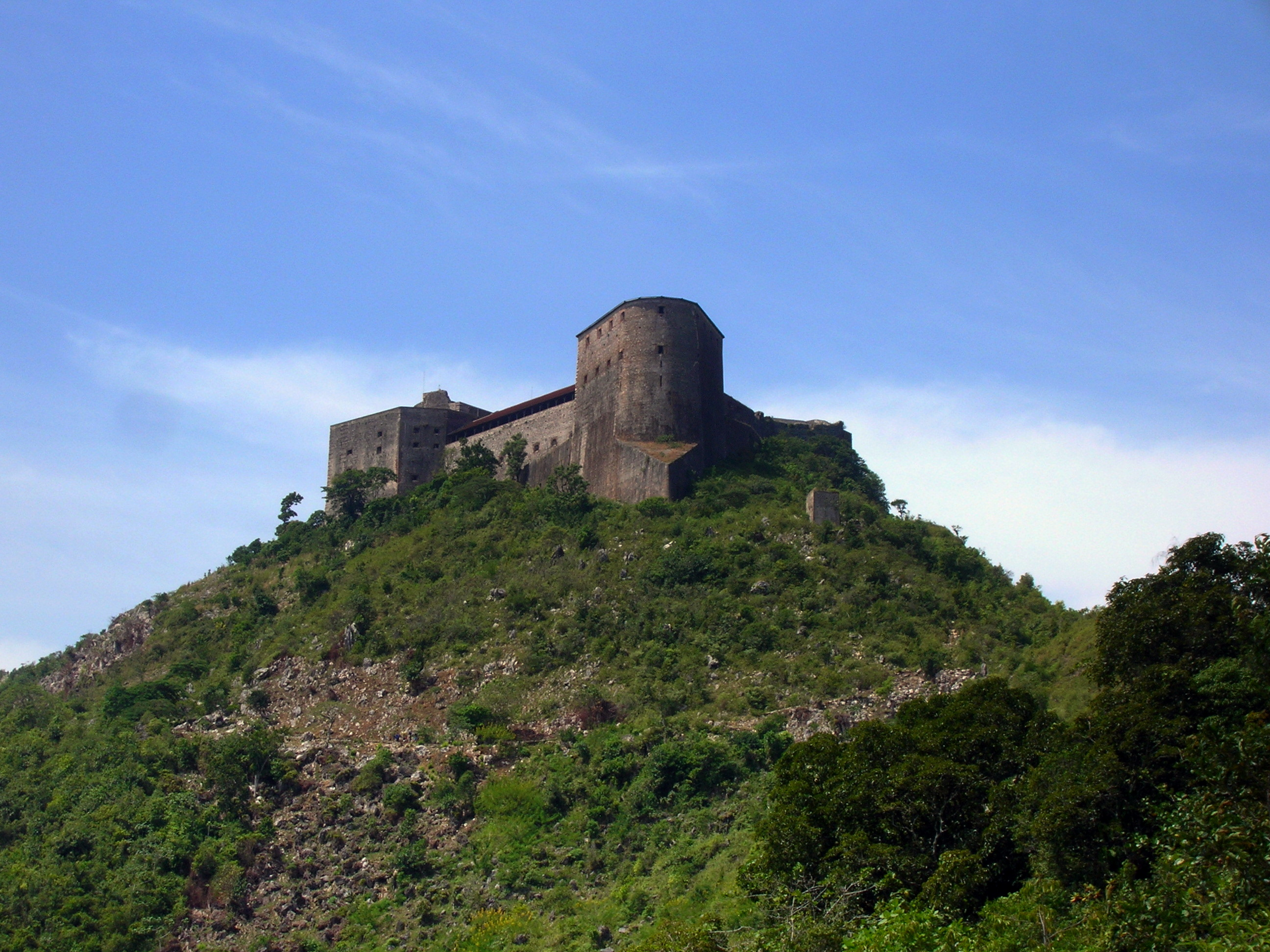
La Citadelle La Ferrière
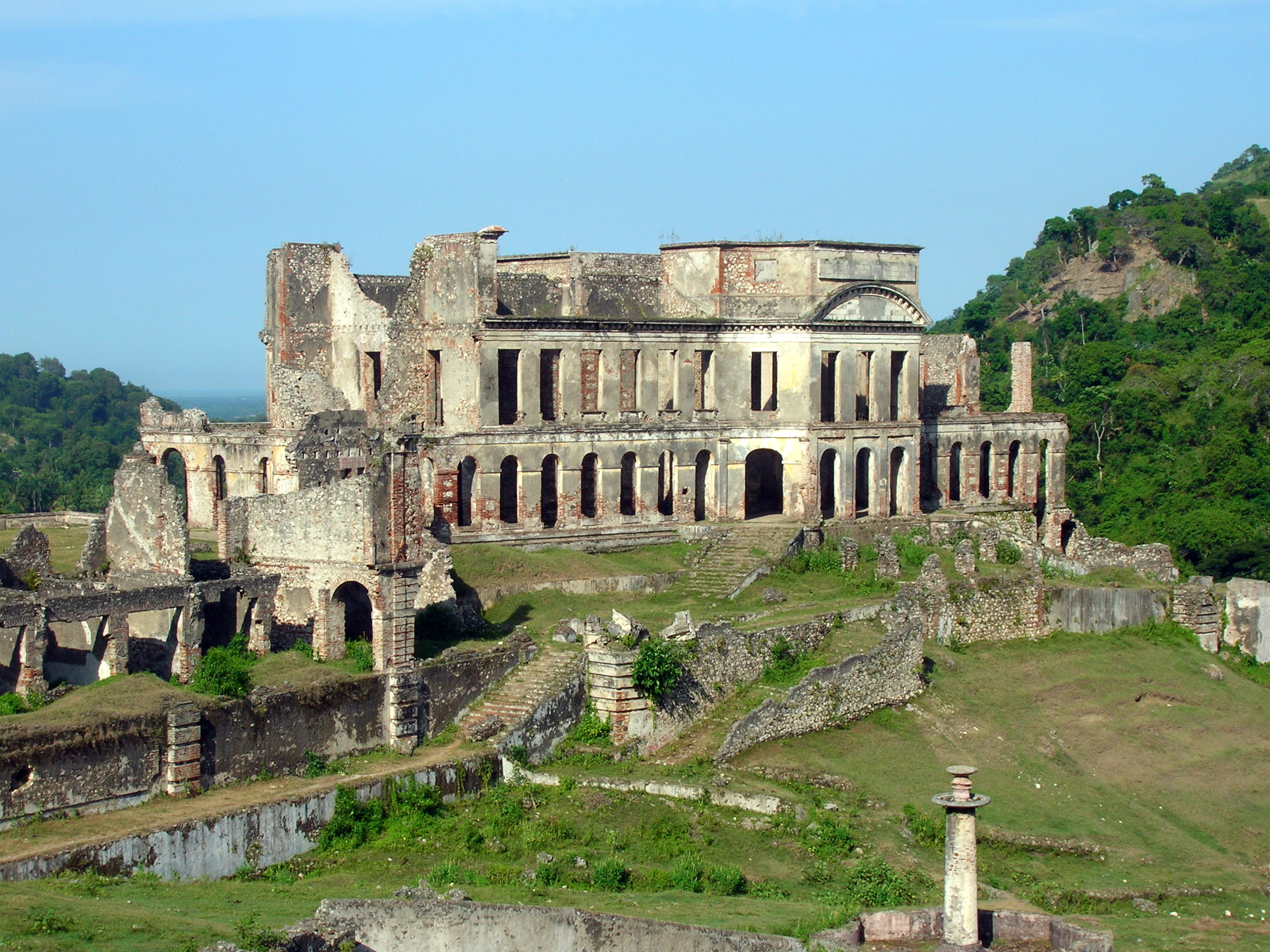
Le Palais Sans-Souci